# Ciochina
Ciochina è un comune della Romania di 3 390 abitanti, ubicato nel distretto di Ialomița, nella regione storica della Muntenia.
Il comune è formato dall'unione di 4 villaggi: Bordușelu, Ciochina, Orezu, Piersica.